# Funky Drummer
Funky Drummer är en instrumental funklåt av James Brown och hans band. Låten innehåller ett klassiskt trumsolo, spelat av trummisen Clyde Stubblefield, som är ett av de mest samplade breaken inom hiphop och drum and bass.
Funky Drummer spelades in den 20 november 1969 i Cincinnati och släpptes som singel i mars 1970 av King Records. Den utgavs dock inte på album förrän på en samling från 1986, och förekommer också i olika versioner. 